# Pseudopaludicola murundu
Espèce
Synonymes
- Pseudopaludicola serrana Toledo, 2010

Pseudopaludicola murundu est une espèce d'amphibiens de la famille des Leptodactylidae.

## Répartition
Cette espèce est endémique du Brésil. Elle se rencontre :
- dans l'État de São Paulo à 600 m d'altitude dans la municipalité de Rio Claro ;
- au Minas Gerais de 1 071 à 1 450 m d'altitude dans la serra do Espinhaço dans les municipalités de Santana do Riacho, de Brumadinho et de São João del-Rei[1].

## Description
Les mâles mesurent de 13,7 à 15,4 mm et les femelles de 14,1 à 15,9 mm.

## Taxinomie
Pseudopaludicola serrana Toledo, 2010 a été placé en synonymie par Veiga-Menoncello, Lourenço, Strüssmann, Rossa-Feres, Andrade, Giaretta & Recco-Pimentel en 2014 et confirmé dans cette synonymie par Pansonato, Mudrek, Simioni, Martins & Strüssmann en 2014

## Publications originales
- Toledo, Siqueira, Duarte, Veiga-Menoncello, Recco-Pimental & Haddad, 2010 : Description of a new species of Pseudopaludicola Miranda-Ribeiro, 1926 from the state of São Paulo, southeastern Brazil (Anura, Leiuperidae). Zootaxa, no 2496, p. 38-48.
- Toledo, 2010 : Description of a new species of Pseudopaludicola Miranda-Ribeiro, 1926 from the state of São Paulo, southeastern Brazil (Anura, Leiuperidae). Zootaxa, no 2681, p. 47-56.